# 谢苗·铁木辛哥
谢苗·康斯坦丁诺维奇·铁木辛哥（1895年2月18日—1970年3月31日），苏联军事家、苏联元帅，是1941年苏德战争爆发时苏联红军的高级指挥官，曾两次获得苏联英雄荣誉称号。

## 生平
1895年2月18日（俄历2月6日），铁木辛哥生于俄罗斯帝國南比萨拉比亚（今属乌克兰敖德萨州）富尔马尼夫卡镇的一个农民家庭，1915年被征入沙俄军队参加第一次世界大战，是西方面军中的一名骑兵。1917年俄國二月革命爆发后，他加入了革命派，后于1918年加入苏联红军，1919年加入布爾什維克。
在俄罗斯内战期间，铁木辛哥参加了多条战线的作战，其中在察里津（后改名斯大林格勒）的作战使他认识斯大林，两人自此结为朋友，这为他在1920年代斯大林主政时期的迅速受到提拔奠定了基础。1920——1921年间，铁木辛哥在谢苗·布琼尼的骑兵第1集团军中服役，他与布琼尼之后成为苏共内部受到斯大林青睐的所谓“骑兵派”的主要成员，掌握着红军的主要指挥权。
在国内战争和波苏战争战争的末期，铁木辛哥已成为红军骑兵的总指挥。1930年代，他先后担任驻白俄罗斯（1933年）、基辅（1935年、1938年）、北高加索（1937年）、哈尔科夫（1937年）等地红军的总司令。到1939年，其辖制范围已包括苏联的整个西部边境地区。在1939年与德国联合武力瓜分波兰的战斗中，铁木辛哥担任了乌克兰方面军总司令。同年，他当选为苏共中央委员会委员。由于与斯大林的密交，铁木辛哥在大清洗中未受到任何牵连。
1940年1月，铁木辛哥接手苏芬战争，接替此前因指挥不力导致惨败的克利緬特·伏羅希洛夫任苏军总司令。在其指挥下，苏军在付出惨重伤亡后成功突破了芬军位于卡累利阿地峡的曼纳海姆防线，迫使芬兰于3月向苏联求和。此役令铁木辛哥的声望上升，他于5月被任命为苏联国防人民委员，并被授予苏联元帅军衔。
铁木辛哥属于传统型将领，在其任职期间，他在红军中恢复了沙俄时期军队的严酷纪律。但与当时蘇军中其他一些保守派将领相比，他具有较强的战略眼光和指挥能力。在他的力主之下，蘇军加快了军队机械化步伐，增置了大批坦克，以应付预料逼近的苏德战争。后来的战事证明，这些措施是非常及时的。
1941年6月22日，德军入侵苏联。同年7月，最高统帅部改组，斯大林接替了苏联国防人民委员一职。由于西方面军在巴甫洛夫大将指挥下惨败，形成巨大的战役突破口。铁木辛哥于1941年7月危急局势下接手西方面军任司令员，指挥在斯摩棱斯克的撤退作战。尽管付出了巨大的代价，但铁木辛哥成功稳住了西方面军的局势，使得战线稳定到1941年9月底德军发动莫斯科会战。1941年9月铁木辛哥调任乌克兰前线，指挥刚刚在基辅和乌曼被歼灭150万人的蘇军成功将战线稳定了下来。1941年12月，铁木辛克成功指挥了罗斯托夫反击战。
1941年12月格奥尔基·朱可夫将军率领苏军取得莫斯科保卫战的胜利后，斯大林认为朱可夫能力在铁木辛哥之上，遂令朱可夫接替了铁木辛哥的前线指挥权。此后一直到第二次世界大战结束，铁木辛哥先后担任斯大林格勒（1942年6月）、西北（1942年10月）、列宁格勒（1943年6月）、高加索（1944年6月）和波罗的海（1944年8月）方面军总指挥。作为大本营代表，1944年在罗马尼亚、1945年在匈牙利协调乌克兰第2、第3方面军作战。
1942年5月铁木辛哥率领640,000名蘇军在哈尔科夫发动反攻，这是苏联在参战后的首次主动进攻。虽然反攻首战告捷，但随后德军猛攻了蘇军突出的左翼，迅速瓦解了铁木辛哥的攻势。此役虽暂时减缓了德军向斯大林格勒方向的推进速度，但铁木辛哥还是被迫承担了未能阻挡德军进攻的责任。
二战结束后，铁木辛哥被重新任命为驻白俄罗斯军区司令员（1946年3月）、南乌拉尔军区司令员（1946年6月）、白俄罗斯军区司令员（1949年3月）。1960年4月起任国防部总监察组总监荣誉职务，1961年兼任战争退伍军人国家委员会主席，1970年在莫斯科逝世。

## 荣誉
铁木辛哥曾于1940年和1965年两度被授予苏联英雄荣誉，他获得过的其他荣誉包括1945年获得的胜利勋章、5次列宁勋章、十月革命勋章、5次红旗勋章和3次苏沃洛夫勋章。以下為其所獲得榮譽一覽：

### 俄羅斯帝國
|  | 聖喬治十字勳章（二級、三級及四級） |

### 蘇聯
|                        | 蘇聯英雄金星獎章：1940年3月21日、1965年2月18日                                      |
|                        | 勝利勳章：1945年4月6日（第十一號）                                                  |
|                        | 列寧勳章：1938年2月22日、1940年3月21日、1945年2月21日、1965年2月18日、1970年2月18日 |
|                        | 十月革命勳章：1968年2月22日                                                         |
|                        | 紅旗勳章：1920年7月25日、1921年5月11日、1930年2月22日、1944年3月11日、1947年6月11日 |
|                        | 一級蘇沃洛夫勳章：1943年9月10日、1944年9月12日、1945年4月27日                       |
|                        | 革命榮譽武器：1920年11月28日（紅旗軍刀）                                            |
| date=20161224081129 }} | 榮譽武器 – 鑲有金色蘇聯國徽的配劍：1968年2月22日                                    |
|                        | 保衛史達林格勒獎章                                                                  |
|                        | 保衛列寧格勒獎章                                                                    |
|                        | 保衛基輔獎章                                                                        |
|                        | 保衛高加索獎章                                                                      |
|                        | 攻克布達佩斯獎章                                                                    |
|                        | 攻克維也納獎章                                                                      |
|                        | 解放贝尔格莱德獎章                                                                  |
|                        | 戰勝日本獎章                                                                        |
|                        | 1941-1945年大衛國戰爭戰勝德國獎章                                                   |
|                        | 1941-1945年偉大衛國戰爭勝利二十週年獎章                                             |
|                        | 工農紅軍二十週年紀念獎章                                                            |
|                        | 苏维埃陆军海军三十周年奖章                                                          |
|                        | 蘇聯武裝力量四十週年紀念獎章                                                        |
|                        | 蘇聯武裝力量五十週年紀念獎章                                                        |
|                        | 列寧格勒建城兩百五十週年紀念獎章                                                    |
|                        | 莫斯科建城八百週年紀念獎章                                                          |

### 外國榮譽
|  | 一級白獅軍事勳章（捷克斯洛伐克）           |
|  | 諾門罕戰役三十週年獎章" （蒙古人民共和國） |

## 備注
1. ↑  俄語羅馬化：Semyon Konstantinovich Timoshenko
2. ↑  烏克蘭語羅馬化：Semen Kostiantynovych Tymoshenko